# Jean Pirro
Pour les articles homonymes, voir Pirro.
 (octobre 2012).
Si vous disposez d'ouvrages ou d'articles de référence ou si vous connaissez des sites web de qualité traitant du thème abordé ici, merci de compléter l'article en donnant les références utiles à sa vérifiabilité et en les liant à la section « Notes et références ».
Jean Pirro (Woustviller, 24 décembre 1813-Saint-Dizier, 3 février 1886) est un linguiste français auteur de la langue auxiliaire internationale nommée Universalglot (1868).

## Biographie
Également organiste, il est le père d'André Pirro, musicologue, professeur à la Sorbonne, organiste et maître de chapelle.